# Altes Kurfürstliches Gymnasium Bensheim
Das Alte Kurfürstliche Gymnasium (kurz: AKG) ist das älteste Gymnasium in Bensheim an der Hessischen Bergstraße. Es geht auf eine im Jahr 1686 von Kurfürst Anselm Franz von Ingelheim gegründete Lehranstalt zurück.
Geleitet wird das AKG seit Ende 2016 von Nicola Wölbern, mit der erstmals eine Frau als Direktorin an der Spitze des Gymnasiums steht. Zuvor war Karlheinz Wecht ab 2007 fast 10 Jahre lang Schulleiter.

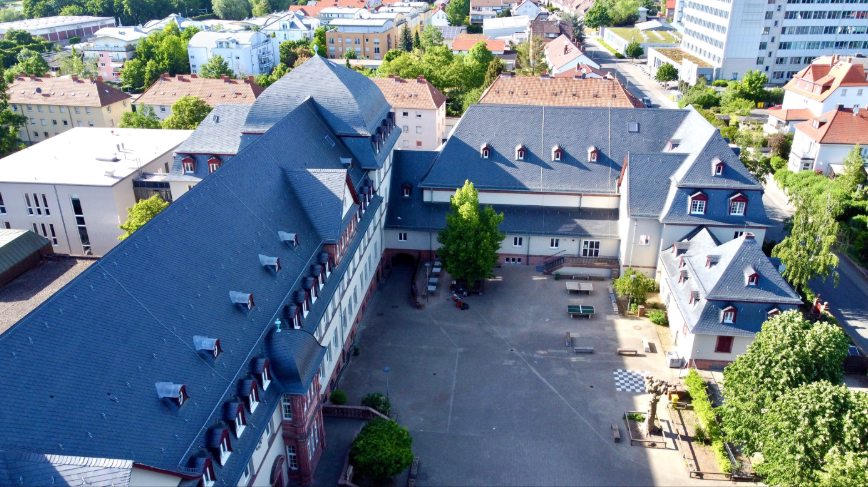
Das Alte Kurfürstliche Gymnasium Bensheim von oben

## Geschichte
Das jetzige, im Jahr 1911 eingeweihte Schulgebäude vereint Stilelemente von Renaissance und Barock. Es steht unter Denkmalschutz und liegt inmitten eines großen Gartens mit altem Baumbestand, der jedoch aufgrund von Bauarbeiten im Rahmen des neuen „Campus-Konzepts“ deutlich verkleinert wurde. In den 1970er Jahren wurde an das alte Gebäude ein moderner Neubau mit Fachsälen für die naturwissenschaftlichen Fächer angeschlossen. In den 1980er Jahren wurde das Schulhaus komplett renoviert und eine zusätzliche Sporthalle gebaut. Da die Räume des Neubaus für die großen Klassenstärken zu klein waren, wurde dieser im Jahr 2004 erweitert. Im November 2005 wurden die neuen Säle eingeweiht. Im Schuljahr 2004/2005 wurde weiterhin ein Teil des Dachbodens des Gymnasiums ausgebaut, sodass das AKG nun über einen Theatersaal mit 120 Plätzen verfügt. Der Bau einer Mensa wurde im Schuljahr 2009/2010 begonnen und im November 2010 abgeschlossen. Nun können die Schüler des AKG dort zu Mittag essen und sich außerhalb der Unterrichtszeiten aufhalten. Des Weiteren ist 2012 der Bau einer Sporthalle auf dem Schulgelände beendet worden. Ein neuer naturwissenschaftlicher Trakt wurde 2017 fertiggestellt und eingeweiht. Das Hauptgebäude wird momentan von Grund auf renoviert. Dabei wurde unter anderem die alte Turnhalle zu  einer modernen Bibliothek umgebaut, welche 2019 eröffnet wurde.

## Angebot
Als altsprachliches Gymnasium bietet das AKG neben Latein als erster Fremdsprache auch Unterricht in Altgriechisch an, der mit dem Graecum abgeschlossen werden kann.
In einem bilingualen Zweig erhalten etwa 30 Prozent der Schüler englischsprachigen Unterricht in den Fächern Erdkunde, Geschichte, Politik und Wirtschaft (ab der 8. Klasse). Politik und Wirtschaft kann mit einer bilingualen Abiturprüfung abgeschlossen werden.
Seit dem Schuljahr 2009/2010 ist das AKG eine Schule mit pädagogischer Mittagsbetreuung.
Mit dem Schuljahr 2015/2016 ist die Schule zum neunjährigen Gymnasium (G9) zurückgekehrt.

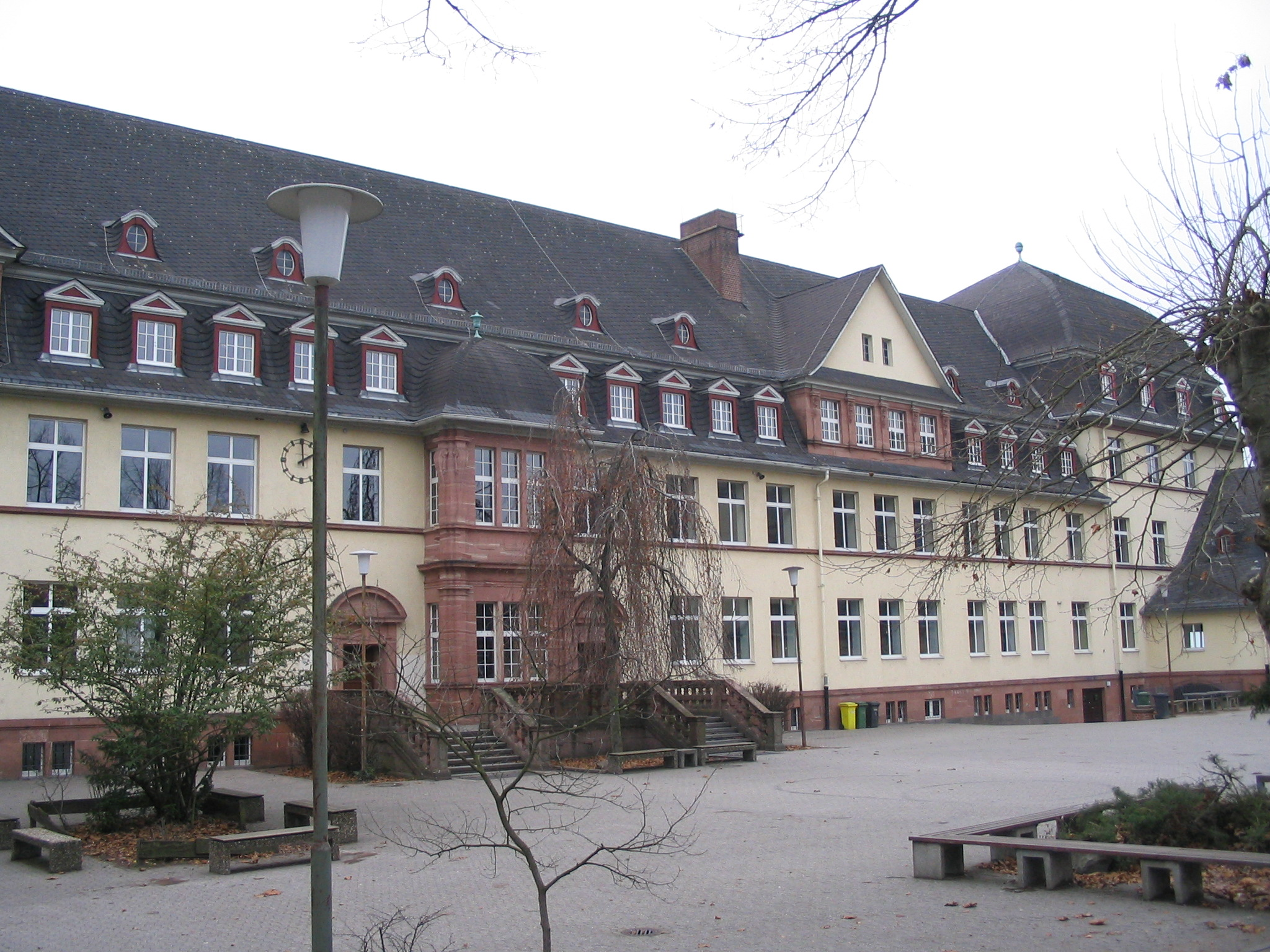
Haupteingang und Schulhof des AKG

## Sprachenfolge
- Erste Fremdsprache (5. Klasse): Latein oder Englisch
- Zweite Fremdsprache (7. Klasse): Englisch (sofern Latein die erste Fremdsprache war); Latein oder Französisch (sofern Englisch die erste Fremdsprache war)
- Dritte Fremdsprache als Wahlfach (9. Klasse): Italienisch, Spanisch, Altgriechisch, Latein oder Französisch.

## Arbeitsgemeinschaften
Über das Angebot des Wahlpflichtunterrichts hinaus existieren am AKG verschiedene AGs, in denen die Schüler mitwirken können. Als Beispiele lassen sich nennen:
- im musikalischen Bereich: fünf Chöre, zwei Orchester und eine Big Band; Theatergruppen (deutsch, englisch, französisch)
- im sozialen Bereich die SV-Projekte: Schulwegbegleiter (seit 2001) und Schulsanitätsdienst (seit 2008)
- diverse naturwissenschaftliche Arbeitsgemeinschaften wie beispielsweise eine Biotop AG oder eine Chemie AG
- Event-AG (Veranstaltungstechnik)
- Schülervertretung.

## Austausch
- Vereinigte Staaten: Menomonee Falls High School, Menomonee Falls
- Frankreich: Lycée du Clos-Maire, Beaune
- Italien: Liceo Andrea Maffei, Riva del Garda
- Spanien: Colegio Internacional Europa, Sevilla

## Historische Quellen
Die historisch wertvollen Akten der Schule werden im Hessischen Staatsarchiv Darmstadt aufbewahrt (Bestand H 54 Bensheim D). Das älteste Schriftgut im Bestand geht auf das Jahr 1804 zurück. Die Jahresschriften, die seit 1825 vorhanden sind, ein Kriegstagebuch aus dem Ersten Weltkrieg sowie Lehrerratsprotokolle aus der Weimarer Zeit lassen die Vergangenheit der Schule lebendig werden. Eine Schulchronik verdeutlicht die Entwicklungen der 1930er und 1940er Jahre. Unter den abgegebenen Unterlagen befinden sich auch Zensur- und Zeugnislisten seit dem 19. Jahrhundert, die den Schülerbestand abbilden, sowie Reifezeugnisse, die zu Beginn des 20. Jahrhunderts noch mit den Passfotos der Abiturienten versehen wurden. Der Bestand, dessen Überlieferung ungewöhnlich dicht im Vergleich zu anderen Schularchiven ist, ist erschlossen und im Internet recherchierbar.

## Schüler
- Oliver Zipse (* 1964), Manager, Vorstandsvorsitzender der BMW AG
- Josefine Koebe (* 1988), Mitglied des Hessischen Landtags, Generalsekretärin der hessischen SPD